# Black Grape
Black Grape est le second projet débuté en 1994 de Shaun Ryder après avoir officié comme chanteur compositeur du groupe majeur de la scène mancunienne Happy Mondays, dont on retrouve également le danseur fou Bez.
La drogue, l'alcool et le goût de la fête sont indissociables de ce trublion de la pop largement imprégné de hip-hop qui sera une influence notable de Gorillaz (pour le single DARE). Sa musique est toujours l’occasion de danser sur ces sons venus d’une pop psychédélique teintée de funk 70s.

## Discographie

### Albums studio
- 1995 - It's Great When You're Straight... Yeah
- 1997 - Stupid Stupid Stupid
- 2017 - Pop Voodoo
- 2023 - Orange Head

### Singles
- Reverend Black Grape (1995)
- In the Name of the Father (1995)
- Kelly's Heroes (1995)
- Fat Neck (1996)
- England's Ire (1996)
- Get Higher (1997)
- Marbles (1998)
- I Wanna Be Like You (2017)
- Nine Lives (2017)
- Pimp Wars (2023)
- Milk (2023)